# Longbridge Deverill
Longbridge Deverill – wieś w Anglii, w hrabstwie Wiltshire, położona nad rzeką Wylye. Leży 30 km na zachód od miasta Salisbury i 149 km na zachód od Londynu. W 2001 miejscowość liczyła 879 mieszkańców.